# كلية ووست
كلية ووست (بالإنجليزية: College of Wooster)‏ هي مؤسسة علمية تأسست في 1865 بالولايات المتحدة، وهي عضو في Center for Research Libraries ‏.